# Zwistberg
Der Zwistberg ist ein 747 m ü. NHN hoher Berg im Rothaargebirge im Hochsauerlandkreis in Nordrhein-Westfalen.

## Geographie
Der Zwistberg wird dem Ziegenhellen-Naturraum zugerechnet und ist mit einer Schartenhöhe von 57,2 m der nordwestliche Eckpfeiler des Ziegenhellen-Massivs.

## Gewässer
In etwa 600 m Entfernung vom Gipfel in nordöstlicher Richtung entspringt der Bach Berkmecke. Etwa 500 m südöstlich vom Gipfel liegt im Losen Holz die Quelle des Flachengrundes, der im weiteren Verlauf in die Berkmecke mündet. In südwestlicher Richtung entspringt in ca. 450 m Entfernung vom Gipfel der Klebebach, der nach ca. 2 km in die Oster mündet, welcher schließlich als linker Zufluss in Girkhausen auf die Odeborn trifft.

## Namensgebung
Der Name Zwistberg (Zwist = Streit) resultiert, wie einige andere Flurnamen südlich von Neuastenberg (Zwistmühle, Zwistkopf), aus dem Winterberger Streit genannten Territorialkonflikt zwischen den Grafen der Freigrafschaft Wittgenstein-Berleburg und den Herrschern des Herzogtums Westfalen, dem Erzbischof von Köln. Der Konflikt, in dem es im Wesentlichen um die Nutzung der Waldregion ging, wurde erst 1783 beigelegt.